# Нереалістичний оптимізм
Нереалістичний оптимізм вид оптимізму, що полягає у нерівномірній психологічній оцінці ймовірності подій котрі повинні тратитися у особистому майбутньому людини. Зазвичай, керуючись нереалістичним підходом особа оцінює позитивні майбутні події, котрі мають статися у її житті як високоймовірні (тобто як такі, що повинні напевно трапитися) та негативні події, як такі, що не можуть трапитися із нею (малоймовірні) у її особистому житті. Автором терміна та теорії нереалістичного оптимізму є Нейл Вейнштейн (N. Weinstein). Нейл Д. Вейнштейн пов’язує нереалістичний оптимізм із ситуаціями ризику та невпевненості. На його думку оцінка інформації у таких умовах, коли існує декілька варіантів розвитку подій, залежить від того наскільки легко чи важко можна буде уникнути негативних наслідків власного рішення (або ж поборити їх). Нейл Вейнштейн, відповідно до нереалістично-оптимістичного ставлення до життя прогнозує нерівномірну оцінку ймовірності подій, які можуть трапитися у житті людини. На його думку люди оцінюють ймовірність позитивної події, яка має статися з ними особисто, на рівні вище середнього, а ймовірність негативної події у їхньому житті з дуже низькою ймовірністю. При цьому може існувати переконання, що негативні події із високою ймовірністю траплятимуться у житті інших осіб.